# أنيا فيليبس
أنيا فيليبس (بالإنجليزية: Anya Phillips)‏ هي فنانة أمريكية، ولدت في 1955، وتوفيت في 19 يونيو 1981 في مقاطعة ويستتشستر في الولايات المتحدة.

## وصلات خارجية
- أنيا فيليبس على موقع IMDb (الإنجليزية)
- أنيا فيليبس على موقع قاعدة بيانات الفيلم (الإنجليزية)